# Kathryn Kusner
Kathryn Hallowell Kusner (Gainesville, 21 maart 1940), ook wel bekend als Kathy Kusner, is een Amerikaans ruiter. Ze was een van de eerste vrouwen die uitkwam voor het United States Equestrian Team (USET) en de eerste die een Olympische medaille won op het springconcours. Ook was ze de eerste vrouwelijke jockey in de Verenigde Staten met een brevet.

## Levensloop
Kusner werd op 21 maart 1940 geboren in Gainesville. Haar moeder was lerares; haar vader wiskundeprofessor aan de Universiteit van Florida en tevens luitenant-kolonel bij de Amerikaanse luchtmacht. Van jongs af aan kwam Kusner in aanraking met paarden. Na het zien van haar eerste paardwedstrijd wilde ze paardrijdster worden, maar omdat ze niet uit een rijk gezin kwam, kon ze zich geen eigen paard veroorloven. Kusner besloot om voor 2 dollar per uur op maneges te werken, om zo het benodigde geld voor paardrijlessen bij elkaar te verdienen. Ze kreeg het paardrijden vrij snel onder de knie en viel daardoor op bij paardenhandelaars.
In haar middelbareschooltijd nam Kusner regelmatig deel aan paardenshows en andere paardenevenementen. Ook werkte ze als marketeer voor paardenhandelaars. Vanaf haar zestiende nam ze deel aan lokale paardwedstrijden, die ze regelmatig won.

## Carrière
In 1958, op 18-jarige leeftijd, werd Kusner gevraagd voor het prestigieuze United States Equestrian Team. Twee jaar later werd ze door de American Horse Shows Association uitgeroepen tot Paardenvrouw van het jaar. In 1961, op 21-jarige leeftijd, werd Kusner officieel ingehuldigd in het United States Equestrian Team. Tijdens de Pan-Amerikaanse Spelen van 1963 in San Paulo sleepte ze een gouden medaille in de wacht en in 1964 vertegenwoordigde ze de Verenigde Staten op de Olympische Zomerspelen in Tokio. In 1967 won ze een zilveren medaille op de Pan-Amerikaanse Spelen in Winnipeg en in 1968 vertegenwoordigde ze de Verenigde Staten opnieuw, ditmaal op de Olympische Zomerspelen in Mexico.
In 1967 diende Kusner een aanvraag voor een jockeybrevet in bij de Maryland Racing Commission. Ze werd echter op basis van haar geslacht geweigerd. In een interview met Makers vertelde Kusner dat ze bij de aanvraag niet had stilgestaan bij het feit dat ze een vrouw was. Ze nam een advocaat in de arm en startte een rechtszaak. In 1968 oordeelde de rechter dat de aanvraag onterecht was afgewezen en dwong de commissie om haar alsnog een brevet te geven. Zo werd Kusner in oktober 1968 de eerste vrouwelijke jockey in de Verenigde Staten met een brevet.
In 1968 was Kusner te zien in de Disneyfilm The Horse in the Gray Flannel Suit. In 1969 onderbrak Kusner haar carrière tijdelijk nadat ze een gebroken been had opgelopen. Tijdens de Olympische Zomerspelen van 1972 was ze weer actief en won namens de Verenigde Staten een zilveren medaille. Als jockey verreed ze wedstrijden in onder andere Canada, Mexico, Duitsland, Colombia, Chili, Peru, Panama, Zuid-Afrika en de toenmalige Republiek Rhodesië. Ze was tevens de eerste vrouw die meedeed aan de Maryland Hunt Cup, een van de zwaarste paardenraces ter wereld.
In 1990 werd Kusner opgenomen in de United States Show Jumping Hall of Fame, in 2021 gevolgd door een plaats in de National Cowgirl Museum and Hall of Fame.

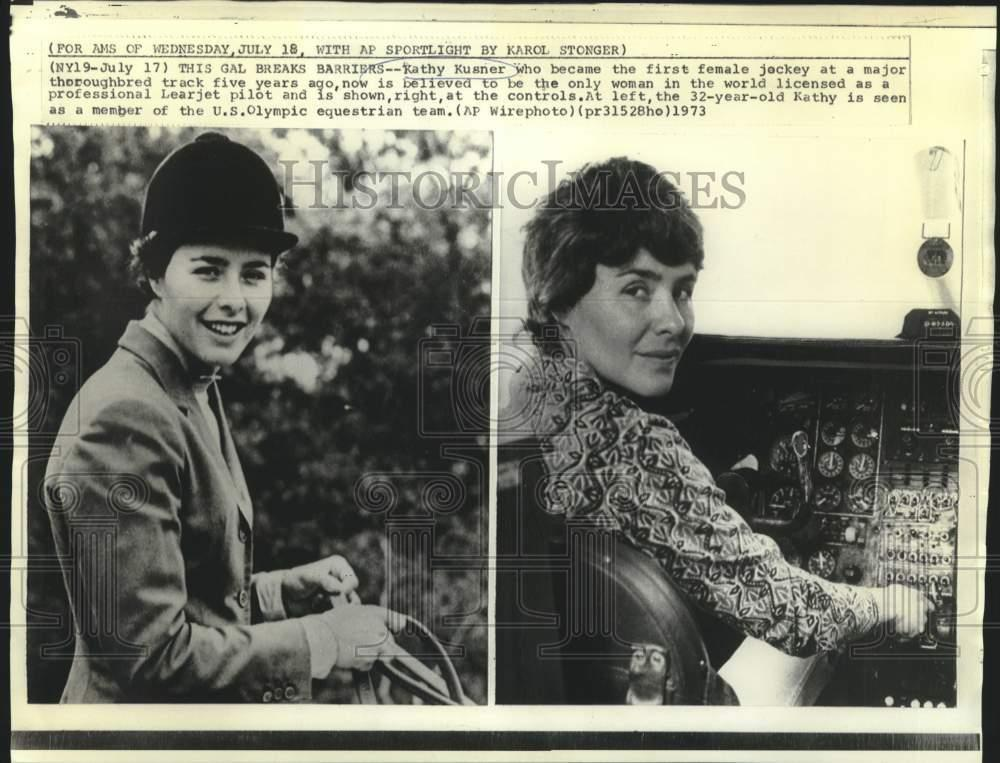
Kusner als Learjet-piloot (1973)

### Latere carrière
In 1990 richtte Kusner Horses in the Hood (HHLA) op, een organisatie die kwetsbare kinderen uit de Greater Los Angeles Area tijdens een vijfdaags kamp in aanraking brengt met paarden. Aan het einde van oktober 2014 hadden meer dan 928 kinderen aan ruim 91 paardenkampen deelgenomen.
Verder werkt Kusner als verslaggeefster (zowel nationaal als internationaal) van springconcours. In 2005 verscheen ze in de Library of Congress-publicatie Women Who Dare.
Kusner is tevens in het bezit van een vliegbrevet en was de eerste vrouwelijke Amerikaanse Learjet-piloot (bij Executive Jet Aviation). Ten slotte heeft ze deelgenomen aan meer dan 122 marathons en 73 ultramarathons.